# 相武電気鉄道
相武電気鉄道（そうぶでんきてつどう）は、東京市芝区田村町（現東京都港区西新橋）1丁目3番地の2に本社を置いていた鉄道会社である。
大正後期に東京（渋谷駅）と、神奈川県中央部を結ぶ構想ではじまり、うち神奈川県橘樹郡高津村（現：川崎市高津区、溝の口駅） - 東京府南多摩郡鶴川村（同 東京都町田市、鶴川駅） - 神奈川県高座郡上溝町（同 神奈川県相模原市、上溝駅） - 神奈川県高座郡田名村（同 神奈川県相模原市） - 神奈川県愛甲郡愛川村（同 神奈川県愛甲郡愛川町）の敷設免許を1927年2月までに交付されていた。
国有鉄道横浜線淵野辺駅 - 上溝駅 - 田名村の間は1927年6月に着工され、路盤の建設が完了、ならびに車両の発注までが行なわれた。しかし、資金に行き詰まり工事は中断。開業に至らないまま1936年までにすべての敷設免許が失効し、1938年には破産した。

## 歴史
- 1925年（大正14年）9月25日 - 鉄道免許状下付（高座郡大野村-同郡田名村間）[1]
- 1926年（大正15年）8月21日 - 相武電気鉄道株式会社設立[2][3]
- 1927年（昭和2年）7月8日 - 鉄道免許状下付（高座郡田名村-愛甲郡愛川村間）[4]（高座郡大野村-橘樹郡高津村間）[5]
- 1931年（昭和6年）10月14日 - 鉄道免許失効（高座郡大野村-橘樹郡高津村間）[6]
- 1935年（昭和10年）2月6日 - 鉄道免許失効（高座郡田名村-愛甲郡愛川村間）[7]
- 1936年（昭和11年）3月3日 - 鉄道免許取消（高座郡大野村-同郡田名村間）[8]

## 路線
以下の7区間（8ルート）が計画されていた。

### 淵野辺停車場 - 久所停車場
神奈川県高座郡大野村淵野辺にある淵野辺駅と同郡上溝町の上溝駅を経由し同郡田名村久所（いずれも現相模原市）までを結ぶ計画として敷設免許が取得された路線である。

#### 路線データ
- 駅数：6駅
- 複線区間：なし（全線単線）

### 久所停車場 - 愛川村田代方面
神奈川県高座郡田名村（現相模原市）から相模川を渡る高田橋を経由し、愛甲郡愛川村（現愛甲郡愛川町）田代までを結ぶ計画として敷設免許が取得された路線である。

#### 路線データ
- 複線区間：なし（全線単線）

### 淵野辺停車場 - 溝口停車場
神奈川県高座郡大野村淵野辺にある淵野辺駅から、橘樹郡高津村（現神奈川県川崎市高津区）にある溝の口駅までを結ぶ計画として敷設免許が取得された路線である。

#### 路線データ
- 駅数：7駅
- 複線区間：なし（全線単線）

### 堀内停車場 - 川尻停車場
神奈川県高座郡田名村堀内（現相模原市中央区田名）に建設予定であった堀内駅と神奈川県津久井郡川尻村（現相模原市緑区）に建設予定であった川尻駅を結ぶ計画だった路線である。

#### 路線データ
- 駅数：4駅
- 複線区間：なし（全線単線）

### 本厚木停車場 - 新横浜停車場
神奈川県愛甲郡厚木町（現厚木市）にある本厚木駅から神奈川県横浜市南太田町（現南区）に建設予定であった新横浜駅（現在の新横浜駅とは異なる）までを結ぶ計画だった路線である。

#### 路線データ
- 駅数：18駅
- 複線区間：なし（全線単線）

### 溝口停車場 - 渋谷停車場
神奈川県橘樹郡高津村（現神奈川県川崎市高津区）にある溝の口駅から東京市にある渋谷駅までを結ぶ計画だった路線である。

#### 路線データ
- 駅数：9駅
- 複線区間：なし（全線単線）

### 愛川村方面 - 本厚木停車場
神奈川県愛甲郡愛川村（現愛甲郡愛川町）から同郡厚木町（現厚木市）までを結ぶ路線として計画されてた。
上荻野・戸室を経由するルートと、中津・金田を経由するルートの2ルートが存在した。

#### 路線データ
- 駅数：11駅（上荻野ルート）・9駅（中津ルート）
- 複線区間：なし（全線単線）

## 車両
無蓋貨車（ト205-208、フト100）は完成していたが資金難に陥っていた相武電気鉄道は製造元の汽車会社との間でトラブルとなった
- ト200形無蓋貨車
- フト100形無蓋貨車
- ワフ1形四輪緩急付有蓋貨車
- ワフ50形四輪有蓋貨車
- デ1形四輪電動客車
- 四輪電動貨車